# Кров'яков Сергій Вікторович
Сергій Вікторович Кров'яков (6 травня 1968, Саратов, СРСР) — радянський і російський хокеїст, захисник.

## Спортивна кар'єра
Виступав за команди «Кристал» (Саратов), ШВСМ (Київ), СКА МВО (Калінін), «Сокіл» (Київ) і «Хімік» (Енгельс, Саратовська область). У вищій лізі СРСР провів 2 матчі, у Міжнаціональній хокейній лізі — 37.

## Статистика
| Сезон   | Клуб                | Ліга    | І  | Г | П | О  | ШХ |
| ------- | ------------------- | ------- | -- | - | - | -- | -- |
| 1985-86 | «Кристал» (Саратов) | СРСР-2  | 6  | 0 | 0 | 0  | 0  |
| 1986-87 | «Кристал» (Саратов) | СРСР-2  | 47 | 4 | 2 | 6  | 28 |
| 1987-88 | ШВСМ (Київ)         | СРСР-2  | 1  | 0 | 0 | 0  | 0  |
|         | СКА МВО (Калінін)   | СРСР-2  | 59 | 0 | 2 | 2  | 47 |
| 1988-89 | СКА МВО (Калінін)   | СРСР-2  | 57 | 5 | 8 | 13 | 81 |
| 1989-90 | «Сокіл» (Київ)      | СРСР    | 2  | 0 | 0 | 0  | 0  |
|         | «Кристал» (Саратов) | СРСР-2  | 38 | 1 | 4 | 5  | 46 |
| 1990-91 | «Кристал» (Саратов) | СРСР-2  | 52 | 2 | 0 | 2  | 43 |
| 1991-92 | «Хімік» (Енгельс)   | СРСР-3  | 3  | 0 | 0 | 0  | 4  |
| 1992-93 | «Хімік» (Енгельс)   | Росія-2 | 17 | 3 | 4 | 7  | 20 |
| 1993-94 | «Кристал» (Саратов) | МХЛ     | 37 | 0 | 1 | 1  | 44 |
| 1995-96 | «Хімік» (Енгельс)   | Росія-2 | 10 | 1 | 0 | 1  | 4  |